# Materne de Cologne
Pour les articles homonymes, voir Materne (homonymie) et Saint Materne.

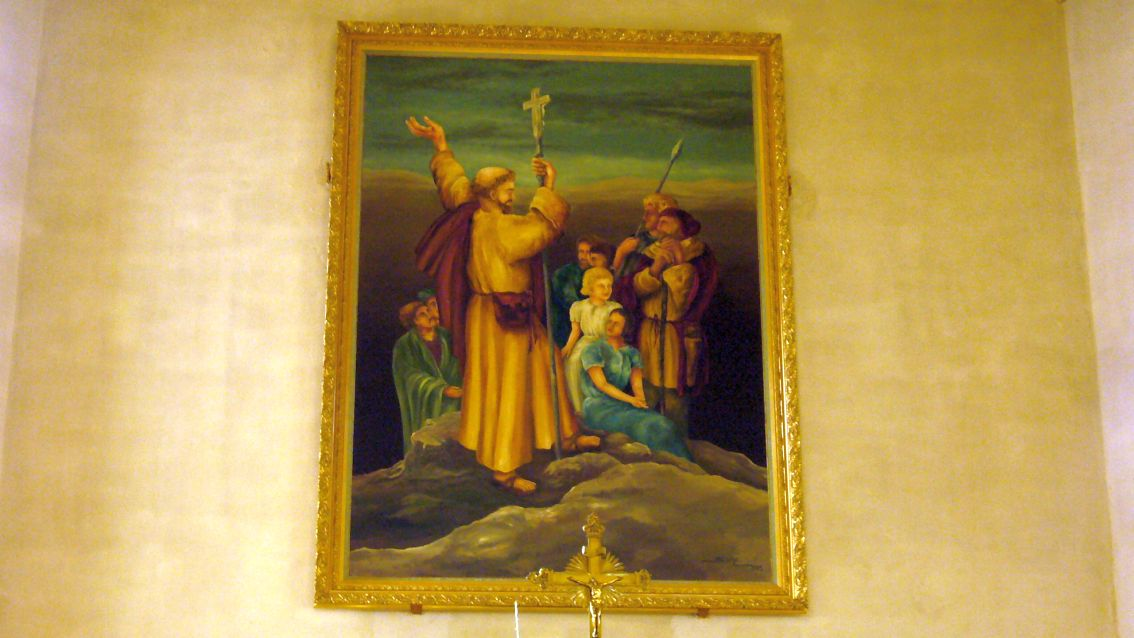
Tableau représentant saint Materne en habit de pèlerin monté sur un rocher. Peinture due à Suhr en 1995, d'après une esquisse de Kuder, située à l'église Saint-Materne de Neubois

Saint Materne (Maternus), mort vers 328, ou ayant vécu au Ier siècle de notre ère selon la légende, est un saint de l'Antiquité chrétienne.
Originaire de Lombardie, Materne fut respectivement évêque de Trèves (v. 300-313), Cologne (313-315), et Tongres (315-328). Proche de l’empereur Constantin, réputé pour sa sagesse, il aurait participé au concile de Rome en 313 et à celui d’Arles en 314. Il serait décédé vers 328.
C'est un saint que l'Église catholique fête  le 14 septembre.

## Légendes
De nombreuses traditions attribuent à Materne l’évangélisation de l’Alsace (construction d’un lieu de culte à Ehl, ancienne ville de garnison romaine sous le nom de Ellelum ou Helvetum (aujourd'hui Benfeld) ; du sanctuaire de Dompeter à Molsheim ; de l’église Saint-Pierre-le-Vieux, à Strasbourg…) ainsi que des villes de Tongres, Huy, Dinant, Ciney, Namur et Walcourt, sur le territoire de l’actuelle Belgique. Materne aurait également été à l’origine de la fondation de la ville de Waremme, ainsi que de la construction de lieux de cultes à Namêche (Andenne), à Leffe ou à Foy-Notre-Dame. Il est également signalé à Maastricht.
Une ancienne tradition affirme que saint Materne aurait plutôt vécu au Ier siècle de notre ère, et qu'il aurait été le fils de la veuve de Naïm, ressuscité par Jésus. Envoyé par saint Pierre en compagnie de deux disciples, Valère et Euchaire, afin d’évangéliser le nord de la Gaule et la Germanie, saint Materne aurait donc, toujours d’après la légende, importé le christianisme dans ces régions dès le Ier siècle, fondant de nombreux lieux de cultes et évangélisant un grand nombre de villes, notamment dans la région mosane.
La tradition populaire attribue à Materne plusieurs miracles et faits merveilleux. Ainsi, à Ciney, il aurait ressuscité les cinq enfants noyés d’un certain prince Clément, qui gouvernait alors la ville condruzienne, provoquant ainsi la conversion au christianisme de celui-ci et de toute sa famille.
Une autre légende raconte que Materne, de passage dans le futur comté de Salm, dans les Ardennes, aurait ramené à la vie le jeune fils décédé d’une parente du seigneur local, entraînant ici aussi la conversion de la famille.
À Walcourt, Materne aurait sculpté de ses propres mains une statue de la Vierge Marie.
À Namur enfin, il aurait été à l’origine du nom de la ville. Il aurait en effet réduit au silence une idole païenne baptisée Nam, donnant ainsi à la cité le nom de Nam-Mutus (Nam muet), qui allait devenir plus tard Namur.
À Ehl en Alsace, Materne, épuisé par ses voyages, mourut. Ses disciples, ne pouvant se passer de sa présence, retournèrent à Rome chercher la  férule pétrinienne, grâce à laquelle ils purent ressusciter Materne pour la seconde fois. Au XIVe siècle, la tradition lorraine attribue à Clément de Metz l'initiative de ce sauvetage ; cette appropriation s'inscrit dans les rivalités qui existait alors entre Metz et sa métropole Trèves. 
Quelle que soit la véracité de toutes ces légendes, il est clair qu’elles témoignent que Materne fut sans doute l’un des pionniers de l’évangélisation de la Gaule du Nord.

## Vénération
- Saint Materne est vénéré au mois de septembre, le 14 par l'Église catholique, et le 11 par l'archidiocèse de Cologne et la plupart de ceux des régions environnantes, ainsi que le 23 octobre pour le transfert de ses reliques à Trêves[4].
- Saint Materne est invoqué contre la fièvre, les maladies contagieuses, et pour favoriser la croissance de la vigne.